# Sinagoga de Livorno
La sinagoga de Livorno es un edificio religioso judío de Livorno, la Toscana (Italia). Se encuentra cerca de la Piazza Grande, dentro de la ciudad pentagonal de Buontalenti, en la plaza Benamozegh. Fue construida sobre un proyecto del arquitecto Angelo Di Castro y terminada en 1962 en el mismo lugar donde antes se erigía la Antigua Sinagoga, parcialmente destruida durante la Segunda Guerra Mundial.  Se trata de una de las cuatro grandes sinagogas monumentales italianas del siglo xx, junto a las de Roma, Trieste y Génova, y la única construida durante la posguerra.

## Historia

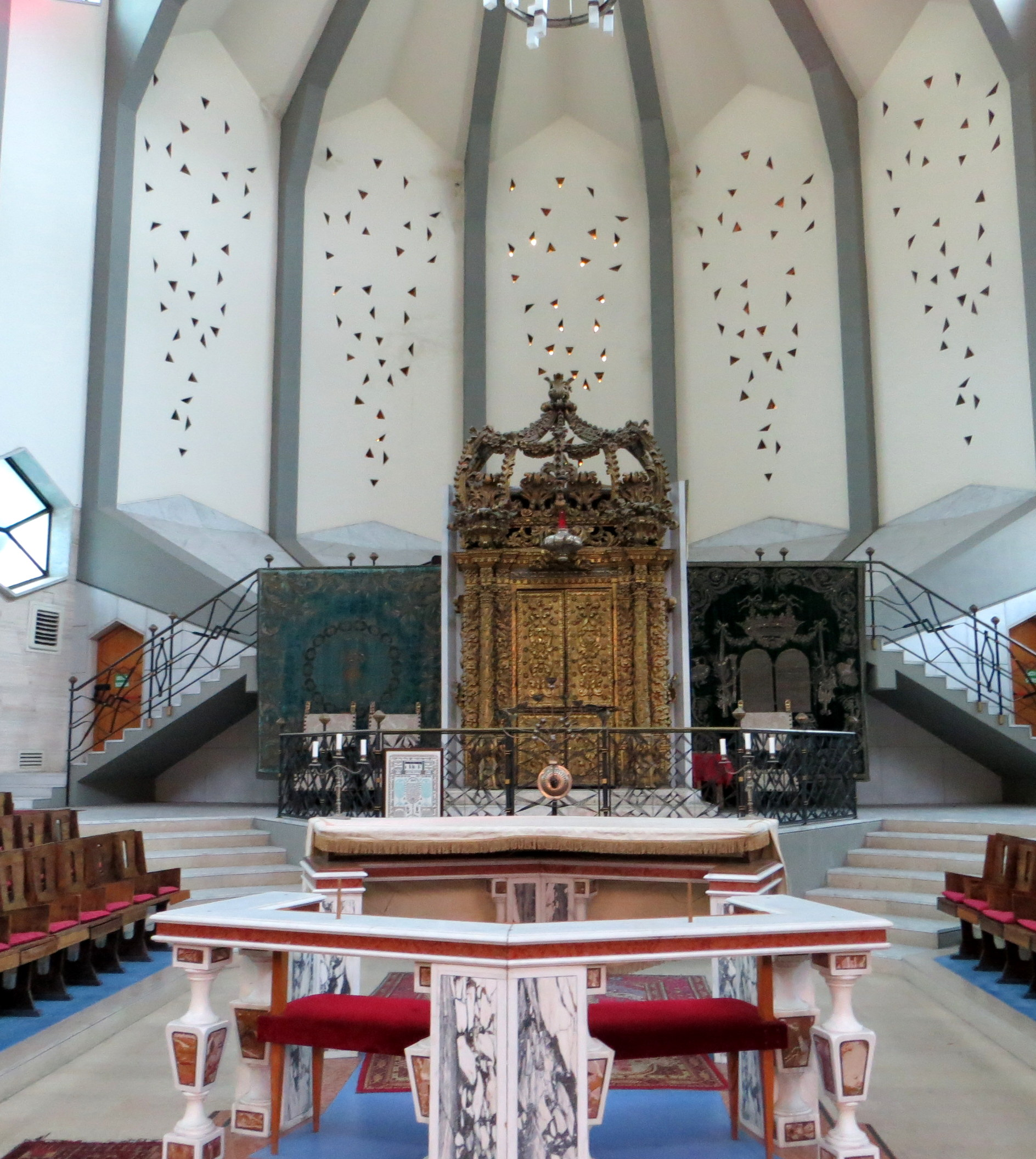
Interior de la Sinagoga

Los bombardeos de la Segunda Guerra Mundial destruyeron parcialmente la antigua sinagoga del siglo XVII que se encontraba detrás de la catedral. Después de la guerra se inició un largo debate sobre la posibilidad de reconstruirla donde estaba y cómo estaba o de proceder con la construcción de un nuevo edificio. También gracias a la intervención de Bruno Zevi, entonces miembro del Consejo Superior de Obras Públicas, la historia de la reconstrucción pasó de la competencia de la comunidad de Livorno a la de la Unión de comunidades judías que vio la construcción de una nueva sinagoga en Livorno como una oportunidad para crear un monumento a la vitalidad judía después de la tragedia de la guerra, que habría asumido un significado simbólico precisamente por involucrar a una numerosa comunidad, antigua y de gran tradición rabínica.

## Descripción
El arquitecto Di Castro diseñó un edificio que recordaba en la forma el Sagrario o la Carpa Grande destinada a custodiar el Arca de la Alianza, acercándose a los diseños contemporáneos de posguerra, especialmente alemanes. 
La estructura portante, realizada con poderosas nervaduras de hormigón armado, encierra paneles de relleno en los que se abren ventanas octogonales y hexagonales y el cuerpo prismático del ábside, en el que diminutos triangulares crean un sugestivo destello de luces.
En el interior, los asientos están dispuestos en gradas que descienden hacia el centro donde se eleva el tevà, realizado mediante la reutilización de partes del antiguo; el aròn ha-kodesh de 1708, obra del ebanista Angelo Scoccianti de Cupramontana, procede de la sinagoga de Pesaro y es un espléndido ejemplo de ebanistería barroca. El matroneo está ubicado en un ballatorio en la parte trasera. En la planta de abajo se encuentra el Oratorio Lampronti en el que el tevà y el aròn, del siglo XVII, provienen del templo de rito español de Ferrara.